# 德比 (愛荷華州)
德比（英語：Derby）是一個位於美國愛荷華州盧卡斯縣的城市。

## 地理
德比的座標為40°55′51″N 93°27′25″W / 40.93083°N 93.45694°W，而該地的平均海拔高度為329米（即1079英尺）。

## 人口
根據2010年美國人口普查的數據，德比的面積為0.67平方千米，當中陸地面積為0.67平方千米，而水域面積為0.00平方千米。當地共有人口115人，而人口密度為每平方千米171人。